# Scrophularia serratifolia
Scrophularia serratifolia är en flenörtsväxtart som beskrevs av Hub.-mor. och Lall. Scrophularia serratifolia ingår i släktet flenörter, och familjen flenörtsväxter. Inga underarter finns listade i Catalogue of Life.